# سرجان کورپیل
سرجان کورپیل (بوسنیایی: Srdjan Kurpjel؛ زادهٔ ۵ ژوئن ۱۹۷۱) موسیقی‌دان، آهنگساز، تنظیم‌کننده و ارکستراتور اهل بوسنی و هرزگوین است.

## گزیدهٔ آثار

### تنظیم‌کننده
- زیرزمین (۱۹۹۵)
- رؤیای آریزونا (۱۹۹۳)

### آهنگساز
- راهی طولانی تا فینچلی (۲۰۰۸)